# Saxifrage fausse mousse
Saxifraga muscoides
Espèce
La Saxifrage fausse mousse (Saxifraga muscoides) est une espèce de plantes de la famille des Saxifragacées.